# Xã Pequaywan, Quận St. Louis, Minnesota
Xã Pequaywan (tiếng Anh: Pequaywan Township) là một xã thuộc quận St. Louis, tiểu bang Minnesota, Hoa Kỳ. Năm 2010, dân số của xã này là 130 người.